# Pseudunela espiritusanta
Pseudunela espiritusanta is een slakkensoort uit de familie van de Pseudunelidae. De wetenschappelijke naam van de soort is voor het eerst geldig gepubliceerd in 2009 door Neusser & Schrödl.